# 约翰尼·萨默斯
约翰尼·萨默斯（英語：Johnny Summers；1927年9月10日—1962年6月2日）是一名英格蘭足球運動員，司職前鋒，效力查尔顿竞技期間打進104球。
萨默斯最著名的比賽是查尔顿竞技破紀錄以7-6擊敗哈德斯菲尔德的比賽。比賽還有27分鐘結束時，哈德斯菲尔德以5-1遙遙領先，此後查尔顿竞技打進6球絕地反勝，约翰尼·萨默斯在比賽中打進5球及交出2助攻。至今哈德斯菲尔德仍保持著打進六球仍要輸球的英格蘭聯賽紀錄。
在他效力查尔顿竞技前，萨默斯曾效力富勒姆、诺里奇城和米尔沃尔
1962年他因為癌症逝世，享年34歲。

## 外送連結
- The 10 greatest comebacks of all time （页面存档备份，存于）